# Paragus antoinettae
Paragus antoinettae är en tvåvingeart som beskrevs av Goeldlin och Lucas 1981. Paragus antoinettae ingår i släktet stäppblomflugor, och familjen blomflugor. Inga underarter finns listade i Catalogue of Life.